# هربرت آدامز غيبونز
هربرت آدامز غيبونز (بالإنجليزية: Herbert Adams Gibbons) هو مؤرخ وصحفي أمريكي، ولد في الولايات المتحدة 8 أبريل 1880، وتوفي في 7 أغسطس 1934. اهتم بالتاريخ والشؤون الدولية وكتب عن السياسة الدولية والاستعمار الأوروبي خلال أوائل القرن العشرين. عُرف بكتاباته حول تاريخ الإمبراطورية العثمانية وعلاقاتها مع أوروپا. درس في جامعة برينستون وتخرج فيها، وبعد ذلك بدأ مسيرته الأكاديمية والصحفية. عمل كمراسل للعديد من الصحف والمجلات الأمريكية والأوروبية، مما أتاح له الفرصة للسفر إلى العديد من البلدان وجمع المعلومات المباشرة عن الأحداث السياسية والاجتماعية.
من أشهر أعماله كتاب "الإمبراطورية العثمانية: تراث ومستقبل"، الذي نُشر في عام 1916م. في هذا الكتاب، تناول تاريخ الإمبراطورية العثمانية من بداياتها وحتى وقت كتابته، وقدم تحليلات عميقة حول أسباب تدهور الإمبراطورية وتأثيرها على السياسة العالمية. أكثر كتبه شهرة، "الخريطة الجديدة لآسيا" (The New Map of Asia)، "الخريطة الجديدة لأفريقيا" (The New Map of Africa)، و"الخريطة الجديدة لأوروبا" (The New Map of Europe). كما يُعرف بدراسته الرائدة "تأسيس الإمبراطورية العثمانية" (The Foundation of the Ottoman Empire)، التي كتبها في إسطنبول خلال أوائل القرن العشرين.
بين عامي 1908م و1934م، كان مراسلًا أجنبيًا لعدة صحف كبيرة في نيويورك وكانت كتاباته تُنشر في ثمانين صحيفة في الولايات المتحدة. كانت قاعدة عمله في اليونان، وإسبانيا، وتركيا، وأفريقيا والصين.
شهد هو وزوجته شهدا آثار الإبادة الجماعية للأرمن والإبادة الجماعية لليونانيين قبل الحرب العالمية الأولى، ويُنسب إليهما إنقاذ العديد من الأرواح في عام 1909م.
خلال مسيرته المهنية، كتب أكثر من عشرين كتابًا حول الشؤون الدولية وتغيير الحدود في أوائل القرن العشرين. كان يلقي محاضرات بشكل متكرر حول السياسة الدولية، وكان يُقتبس عنه بشكل واسع في وسائل الإعلام. العديد من كتبه لا تزال مطبوعة حتى اليوم.
تُعتبر كتابات غيبونز مرجعًا مهمًا للباحثين والمهتمين بتاريخ الشرق الأوسط والعلاقات الدولية خلال أوائل القرن العشرين.

## موقفه من الصهيونية ومعاداة السامية

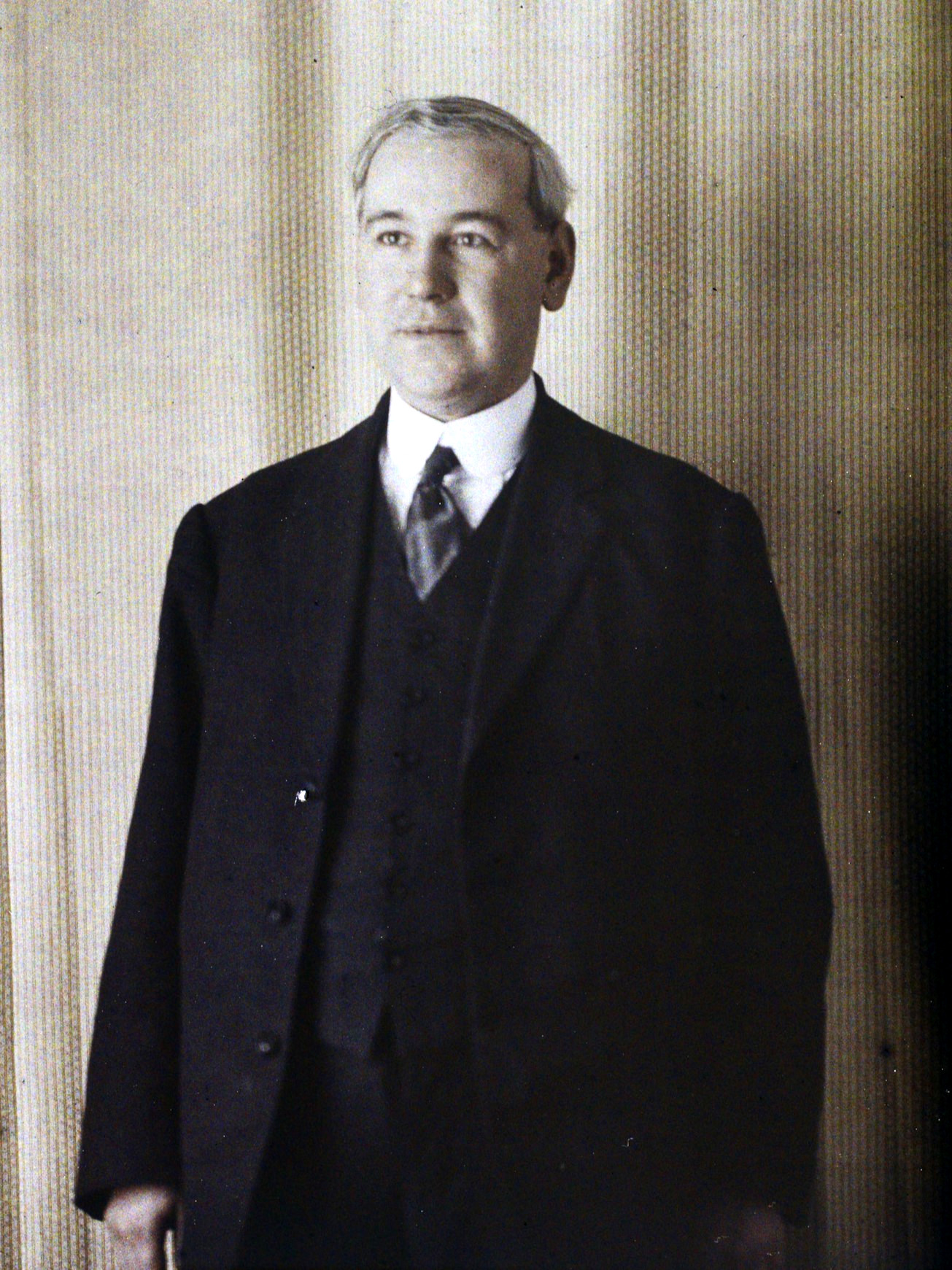
انتقد غيبونز الصهيونية بوصفها جهدًا غير ضروري لـ "الحفاظ على الغيتو" للشعب اليهودي، بينما كانوا، من وجهة نظره، ينبغي أن يبذلوا جهودًا للاندماج في المجتمع الأمريكي.

كان غيبونز معارضًا للجهود الرامية إلى تأسيس إسرائيل في الشرق الأوسط، والمعروفة باسم الصهيونية. كان يعتقد أن إنشاء دولة يهودية في الشرق الأوسط سيزيد بشكل كبير من معاداة السامية في أوروپا والولايات المتحدة. انتقد غيبونز الصهيونية بوصفها جهدًا غير ضروري لـ "الحفاظ على الغيتو" للشعب اليهودي، بينما كانوا، من وجهة نظره، ينبغي أن يبذلوا جهودًا للاندماج في المجتمع الأمريكي. كان غيبونز يرى أن اليهود يجب أن يكون لديهم "ولاء واحد فقط - لحكومة الولايات المتحدة".
ومع ذلك، كان غيبونز معارضًا قويًا لمعاداة السامية. في عام 1921م، وقَّعَ على رسالة مفتوحة، كتبها الرئيس وودرو ويلسون، تعارض معاداة السامية.

## ملاحظته حول الإبادة الجماعية للأرمن
أمضى غيبونز مسيرته المهنية المبكرة في الدولة العثمانية، حيث عمل على أطروحته للدكتوراه وألقى محاضرات في كلية روبرت (Robert College) في إسطنبول. في عام 1909م، شهد غيبونز وزوجته، هيلين دافنپورت غيبونز (Helen Davenport Gibbons)، كمُرسَل من مجلس الإرسالية الأجنبية الأمريكية (American Board of Foreign Missions)، مذبحة الأرمن في أضنة وطرسوس، الواقعتين في تركيا الحديثة.
في عام 1916، كتب غيبونز كتابًا بعنوان "الصفحة السوداء في التاريخ الحديث: أحداث في أرمينيا عام 1915م"، حيث وصف المذابح. في عام 1917م، كتبت زوجة جيبونز كتابًا بعنوان "سجاد طرسوس الأحمر"، حيث وصفت هي أيضًا تجاربها خلال المذابح.

## ملاحظته حول الإبادة الجماعية لليونانيين
بعد بضع سنوات، وثق غيبونز المذابح التي طالت السكان اليونانيين في الأناضول، في تركيا الحديثة.
وصف غيبونز المذابح في سلسلة من المقالات التي كتبها لجريدة "كريستيان ساينس مونيتور" بين مايو ويوليو 1922م. في مقال مؤرخ بتاريخ 24 مايو 1922م، وصف مذبحة اليونانيين في بونتوس (Pontus)، الواقعة على طول البحر الأسود في شمال شرق تركيا الحديثة.

## آراءه حول الحرب العالمية الأولى
خدم غيبونز كمراسل أجنبي لعدة منشورات أمريكية خلال الحرب العالمية الأولى.
كتب عن الحرب في كتابه "الخريطة الجديدة لأفريقيا" الصادر عام 1916م، بينما كانت الحرب لا تزال مستمرة. في الكتاب، تنبأ غيبونز بشكل صحيح بأن ألمانيا ستخوض حربًا ثانية لاستعادة إمبراطوريتها الاستعمارية إذا خسرت الحرب. استنتج غيبونز أن الحرب الثانية يمكن تجنبها إذا منحَ الحلفاءُ ألمانيا كمية معقولة من الأراضي للاستعمار في أفريقيا. إذا لم يفعلوا ذلك، فقد تنبأ بدقة أن ألمانيا ستسيطر على بولندا والبلقان، وهو ما حدث في الأيام الأولى من الحرب العالمية الثانية.
بعد الحرب العالمية الأولى، عارض غيبونز جهود الحلفاء لإلقاء اللوم على ألمانيا في الحرب. في خطاب ألقاه في نيويورك عام 1922م، أوضح غيبونز أن الحرب تسببت فيها الدول المتنافسة على المصالح التجارية. إذا لم تكن ألمانيا موجودة، كانت الحرب ستحدث على أي حال: "الطبيعة البشرية"، بدلاً من "الطبيعة الألمانية"، هي التي تسببت في الحرب.

## غيبونز يساهم بمقتنياته لجامعة برينستون
في عام 1923م، تبرع غيبونز لجامعة برينستون بأكثر من 1,100 كتاب وكتيب ومخطوطة وملاحظات شخصية وصور فوتوغرافية تتعلق بالحرب العالمية الأولى. وقد تم حفظ هذه الأوراق وغيرها من أوراق الدكتور غيبونز في مكتبة المخطوطات بجامعة برينستون.

## كتبه
من بعض كتبه:
- The New Map of Europe: 1911–1914: A Study of Contemporary European National Movements and Wars. London: Duckworth & Co. 1914. Retrieved 26 September 2018 – via Internet Archive. الخريطة الجديدة لأوروبا: 1911م-1914م: دراسة للحركات الوطنية الأوروبية المعاصرة والحروب. لندن: داكوورث وشركاه. 1914م. تم الاسترجاع في 26 سبتمبر 2018م - عبر أرشيف الإنترنت.

- Paris Reborn (1915) باريس تولد من جديد (1915م)

- The Blackest Page of Modern History: Events in Armenia in 1915 (1916) الصفحة السوداء في التاريخ الحديث: أحداث في أرمينيا في عام 1915 (1916م)
- The New Map of Africa 1900-1916: A History of European Colonial Expansion and Colonial Diplomacy (1916) الخريطة الجديدة لأفريقيا 1900م-1916م: تاريخ التوسع الاستعماري الأوروبي والدبلوماسية الاستعمارية (1916م)
- The Little Children of Luxembourg (1916) الأطفال الصغار في لوكسمبورغ (1916م)
- The Foundation of the Ottoman Empire: A History of the Osmanlis Up To the Death of Bayezid I: 1300–1403 (1916) تأسيس الإمبراطورية العثمانية: تاريخ العثمانيين حتى وفاة بايزيد الأول: 1300م-1403م (1916م)
- Reconstruction of Poland and the Near East: Problems of Peace (1917) إعادة بناء بولندا والشرق الأدنى: مشاكل السلام (1917م)
- Songs from the Trenches: The Soul of the A.E.F. (1918) أغاني من الخنادق: روح قوات الاستكشاف الأمريكية (1918م)
- The question of Alsace-Lorraine in 1918 as Viewed by an American (1918) مسألة الألزاس واللورين في عام 1918م كما يراها أمريكي (1918م)
- The New Map Of Asia: 1900–1919 (1919) الخريطة الجديدة لآسيا: 1900م-1919م (1919م)
- France and Ourselves: Interpretative Studies: 1917–1919 (1920) فرنسا وأنفسنا: دراسات تفسيرية: 1917م-1919م (1920م)
- Riviera Towns (1920) مدن الريفييرا (1920م)
- Great Britain in Egypt (1920) بريطانيا العظمى في مصر (1920م)
- Venizelos (1920) فينيزيلوس (1920م)
- Bases of Anglo-Saxon Solidarity (1921) أسس التضامن الأنجلوسكسوني (1921م)
- Lithuania Recognition (with W.G. McAdoo) (1921) الاعتراف بليتوانيا (مع دبليو جي مكادو) (1921م)
- An Introduction to World Politics (1922) مقدمة في السياسة العالمية (1922م)
- Anglo-Saxon Solidarity (1923) التضامن الأنجلوسكسوني (1923م)
- Europe Since 1918 (1923) أوروبا منذ 1918 (1923)
- America's Place in the World (1924) مكانة أمريكا في العالم (1924م)
- A Selected Bibliography of the World War (1924) ببليوغرافيا مختارة للحرب العالمية (1924م)
- John Wanamaker (1926) جون وناميكر (1926م)
- Ports of France (1926) موانئ فرنسا (1926م)
- Europe of Today (1927) أوروبا اليوم (1927م)
- The New Map of South America (1929) الخريطة الجديدة لأمريكا الجنوبية (1929م)
- Nationalism and Internationalism (1929) القومية والدولية (1929م)
- Wider Horizons: The New Map of the World (1930) آفاق أوسع: الخريطة الجديدة للعالم (1930م)
- Contemporary World History (1932) تاريخ العالم المعاصر (1932م)